# Heartland (film, 1979)
Pour les articles homonymes, voir Heartland.
Pour plus de détails, voir Fiche technique et Distribution.
Heartland est un film américain réalisé par Richard Pearce, sorti en 1979.

## Synopsis
En 1910, au Wyoming, une veuve, Elinor Randall, et sa fille de sept ans, Jerrine, voyagent en train vers deux grands inconnus, une terre étrange et la vie dans une contrée lointaine avec un homme qu'elles n'ont jamais rencontré, l'éleveur Clyde Stewart qui l'a fait venir pour travailler comme gouvernante dans son ranch à Burnt Fork. Le travail et l'isolement s'avèrent très difficiles pour la femme, qui désire acheter une concession de terrain près du ranch de Stewart. L'éleveur tente de la dissuader et malgré les profondes différences entre les deux, Elinor et Clyde décident de se marier et de combiner les deux concessions. Mais les difficultés ne font que commencer.

## Fiche technique
- Titre : Heartland
- Réalisation : Richard Pearce
- Scénario : Beth Ferris, William Kittredge et Elinore Pruitt Stewart (en) (non créditée)
- Musique : Charles Gross
- Photographie : Fred Murphy
- Montage : Bill Yahraus
- Casting : Paul Martino
- Décors : Patrizia von Brandenstein
  - Création de décors : Hilary Rosenfeld
- Direction artistique : Carl Copeland
- Maquillage et coiffure : Steve Atha
- Production :
  - Producteur : Beth Ferris et Michael Hausman
  - Producteur délégué : Annick Smith (en)
- Sociétés de production : Filmhaus, Fondation nationale pour les sciences humaines et Wilderness Women
- Société distribution : Levitt-Pickman
- Pays de production :  États-Unis
- Langue : anglais
- Format : Couleurs - Mono
- Genre : Western, Drame
- Durée : 96 minutes
- Date de sortie : 22 septembre 1979

## Distribution
- Rip Torn : Clyde Stewart
- Conchata Ferrell : Elinore Randall Stewart
- Megan Folsom : Jerrine
- Barry Primus : Jack
- Lilia Skala : Mme Landauer
- Amy Wright : Clara Jane
- Jerry Hardin : l'acheteur de bétail
- Mary Boylan : Ma Gillis
- Jeff Boschee : agent du Land Office #1
- Robert Overholzer : agent du Land Office #2
- Bob Sirucek : Dan Byrd
- Marvin Berg : juge de paix
- Gary Voldseth : cowboy #1
- Mike Robertson : cowboy #2
- Doug Johnson : cowboy #3

## Distinctions
- Ours d'or au festival de Berlin 1980.